# 20834 Allihewlett
20834 Allihewlett este un asteroid din centura principală de asteroizi.

## Descriere
20834 Allihewlett este un asteroid din centura principală de asteroizi. A fost descoperit pe 24 octombrie 2000 la Socorro, New Mexico, în cadrul proiectului LINEAR. Asteroidul prezintă o orbită caracterizată de o semiaxă mare de 2,29 ua, o excentricitate de 0,17 și o înclinație de 5,8° în raport cu ecliptica.